# Пророков Руфін Самійлович
Проро́ков Руфі́н Самі́йлович (рос. Пророков Руфин Самойлович; 17 липня 1858, Вільно — 15 листопада 1936, Іркутськ) — російський художник-аматор, фотограф, астроном.
Колезький асесор, «довічний» член Східно-Сибірського відділу Імператорського Російського географічного товариства (рос. Восточно-Сибирский отдел Императорского Русского Географического общества — ВСОИРГО), ініціатор створення при музеї ВСОИРГО першої в Сибіру астрономічної обсерваторії, завідувачем якої він був з 1910 р. до самої смерті.

## Біографія
Народився в родині лікаря, потомственого почесного громадянина у Вільно (нині Вільнюс). До Сибіру приїхав ще хлопчиком.
З червня 1895 перебував на державній службі: спочатку в Амурській контрольній палаті, з вересня 1897 р. — в Управлінні водними шляхами Амурського басейну. З грудня 1899 р. працює в Іркутську в Контролі з будівництва Забайкальської залізниці канцелярським службовцем, потім рахунковим чиновником і помічником контролера. У травні 1902 р. Пророков перейшов на службу в Іркутську казенну палату, в якій займав посаду столоначальника (з 1917 р. — бухгалтера). Дійсний член ВСОИРГО з 1907 р. З 1909 р. — член розпорядчого комітету ВСОИРГО, в 1918 −1920 рр.. — управитель справ товариства.

## Громадська та наукова діяльність
У лютому 1909 р. подав заявку в Російське географічне товариство на заснування в Іркутську обсерваторії. Після позитивного відгуку на його заявку самостійно зібрав гроші і організував обсерваторію, яка розпочала свою роботу у січні 1910 р. За порадою професора С. П. Глазенапа з Пулковської обсерваторії, телескоп-рефрактор з подвійним об'єктивом діаметром 130 мм, паралактичним монтуванням і чавунним штативом був замовлений заводу Карл Цейсс в Німеччині. Обсерваторія була обладнана обертовим куполом з розкривним вікном.
У 1912 р. в Російському географічному товаристві підняв питання про дослідження Прибайкалля щодо радіоактивних мінералів. Організував з цією метою експедицію геолога А. П. Детіщева на Хамар-Дабан. За результатами цієї експедиції Академія Наук відрядила експедицію під керівництвом В. І. Вернадського в район Слюдянки, яка виявила запаси радіоактивних мінералів в паді Улунтуй.
У 1932 р. запропонував використовувати пару з гарячих джерел Тункінської долини для опалення будівель і отримання електроенергії.
У 1933 р. домігся побудови крижаної греблі для захисту Іркутська від повеней. Дамби була побудована в районі заводу ім. Куйбишева.
Один з організаторів художніх виставок в будівлі музею ВСОИРГО. На них виставлялися художні роботи місцевих аматорів: картини, малюнки та етюди, виконані фарбами, олівцем, пером або іншим ручним способом (крім фотографій), а також роботи ліпіння. Експонати могли продаватися. Десять відсотків від виручки, а також вхідний збір прямували «на посилення засобів ВСОИРГО». На виставках були представлені і роботи самого Пророкова. Всього в музеї в 1909 — 1917 рр.. було проведено 9 виставок, організатором і розпорядником яких був Пророков. Активна діяльність Пророкова сприяла поліпшенню справ ВСОИРГО, який в попередні роки відчував значні фінансові труднощі.